# Bridge 1 Software
Bridge 1 Software（ブリッジワンソフトウェア）は、1996年にリー・クリストファー（Christopher Li）氏により設立され2014年頃まで存在した、日本のソフトウェア販売サイト。
海外の MacOS 用オンラインソフトウェア（シェアウェア、フリーウェアなどを含む）の日本語版製作（日本向けに翻訳し、カスタマイズを含む）と販売及び配布を行っていた。